# Stephanocyathus campaniformis
Stephanocyathus campaniformis är en korallart som först beskrevs av Marenzeller 1904.  Stephanocyathus campaniformis ingår i släktet Stephanocyathus och familjen Caryophylliidae. Inga underarter finns listade i Catalogue of Life.